# Marquein
Marquein – miejscowość i gmina we Francji, w regionie Oksytania, w departamencie Aude.
Według danych na rok 1990 gminę zamieszkiwały 42 osoby, a gęstość zaludnienia wynosiła 8 osób/km² (wśród 1545 gmin Langwedocji-Roussillon Marquein plasuje się na 858. miejscu pod względem liczby ludności, natomiast pod względem powierzchni na miejscu 1001.).

## Zabytki
Zabytki w miejscowości posiadające status Monument historique:
- zamek w Marquein (château de Marquein)
- krzyż